# Esion
Esion – album zespołu Ewa Braun, wydany wspólnie przez wytwórnie Nikt Nic Nie Wie i Malarie Records w 1996 roku, wznowiony w roku 2017.

## Spis utworów
| Nr  | Tytuł utworu                            | Długość |
| --- | --------------------------------------- | ------- |
| 1.  | „Czarny ptak”                           | 10:07   |
| 2.  | „Ucieczka”                              | 1:40    |
| 3.  | „M.L. King”                             | 4:24    |
| 4.  | „Hard Core”                             | 6:51    |
| 5.  | „Mów mi Allie”                          | 11:14   |
| 6.  | „Niebo”                                 | 7:26    |
| 7.  | „W drodze”                              | 6:50    |
| 8.  | „A.I.D.S.”                              | 5:07    |
| 9.  | „Samochodem i domem zajęła się policja” | 11:07   |
| 10. | „Esion”                                 | 7:13    |
|     |                                         | 1:11:59 |

## Twórcy
- Marcin Dymiter – gitara, głos, tamburyn
- Dariusz Dudziński – perkusja, gitara
- Rafał Szymański – bas

Gościnnie: Sławek Gołaszewski – klarnet